# Catasigerpes toganus
Catasigerpes toganus är en bönsyrseart som beskrevs av Giglio-tos 1915. Catasigerpes toganus ingår i släktet Catasigerpes och familjen Hymenopodidae. Inga underarter finns listade i Catalogue of Life.